# Kanton Trévières
Trévières is een kanton van het Franse departement Calvados. Het kanton maakt deel uit van het arrondissement Bayeux.

## Gemeenten
Het kanton Trévières omvatte tot 2014 de volgende 25 gemeenten:
- Aignerville
- Bernesq
- Blay
- Le Breuil-en-Bessin
- Bricqueville
- Colleville-sur-Mer
- Colombières
- Crouay
- Écrammeville
- Étréham
- Formigny
- Louvières
- Maisons
- Mandeville-en-Bessin
- Mosles
- Rubercy
- Russy
- Sainte-Honorine-des-Pertes
- Saint-Laurent-sur-Mer
- Saon
- Saonnet
- Surrain
- Tour-en-Bessin
- Trévières (hoofdplaats)
- Vierville-sur-Mer

Na
- de herindeling van de kantons bij decreet van 17 februari 2014, met uitwerking op 22 maart 2015, die het kanton uitbreidde met 43 gemeenten,
- de samenvoeging op 1 januari 2016 van de gemeenten Balleroy et Vaubadon tot de fusiegemeente (commune nouvelle) Balleroy-sur-Drôme,
- de samenvoeging op 1 januari 2017 van de gemeenten Aignerville, Écrammeville,  Formigny en Louvières tot de fusiegemeente (commune nouvelle) Formigny La Bataille,
- de samenvoeging op 1 januari 2017 van de gemeenten Russy en Sainte-Honorine-des-Pertes tot de fusiegemeente (commune nouvelle) Aure sur Mer,
- de samenvoeging op 1 januari 2017 van de gemeenten Castilly, Isigny-sur-Mer, Neuilly-la-Forêt, Oubeaux en Vouilly tot de fusiegemeente (commune nouvelle) Isigny-sur-Mer.

omvat het kanton volgende gemeenten:
- Asnières-en-Bessin
- Aure sur Mer
- Balleroy-sur-Drôme
- La Bazoque
- Bernesq
- Blay
- Le Breuil-en-Bessin
- Bricqueville
- Cahagnolles
- La Cambe
- Canchy
- Cardonville
- Cartigny-l'Épinay
- Castillon
- Colleville-sur-Mer
- Colombières
- Cormolain
- Cricqueville-en-Bessin
- Crouay
- Deux-Jumeaux
- Englesqueville-la-Percée
- Étréham
- La Folie
- Formigny La Bataille
- Foulognes
- Géfosse-Fontenay
- Grandcamp-Maisy
- Isigny-sur-Mer
- Lison
- Litteau
- Longueville
- Maisons
- Mandeville-en-Bessin
- Le Molay-Littry
- Monfréville
- Montfiquet
- Mosles
- Noron-la-Poterie
- Osmanville
- Planquery
- Rubercy
- Saint-Germain-du-Pert
- Saint-Laurent-sur-Mer
- Saint-Marcouf
- Saint-Martin-de-Blagny
- Saint-Paul-du-Vernay
- Saint-Pierre-du-Mont
- Sainte-Honorine-de-Ducy
- Sainte-Marguerite-d'Elle
- Sallen
- Saon
- Saonnet
- Surrain
- Tour-en-Bessin
- Tournières
- Trévières
- Le Tronquay
- Trungy
- Vierville-sur-Mer